# 曾柏瑜
曾柏瑜（1991年11月8日—），臺灣政治人物，民主進步黨籍，現任總統府全社會防衛韌性委員會委員，第3屆新北市議員、新北市在地深蹲協會理事長、亞洲民主青年連線台灣分部理事長、黑熊學院共同發起人、台灣民主實驗室副執行長。曾任職太陽花學運發言人、330反服貿遊行主持人、黑色島國青年陣線行政組長、臺灣綠黨青年部召集人及臺北市政府（柯文哲市府）秘書處媒體事務組。畢業於國立政治大學社會學系。2018年代表時代力量參選新北市大新店區議員，最後以小幅差距成為落選頭，直至2022年11月同選區資深議員金中玉因貪污案解職，曾柏瑜以無黨籍身分遞補新北市議員。2023年獲民進黨徵召入黨參選大新店區立法委員，未能當選。

## 生平
2016年3月14日，受臺北市市長柯文哲邀請，進入臺北市政府秘書處媒體事務組工作，協助市長媒體相關業務。
2016年6月，成立新北市在地深蹲協會。
2018年3月23日，曾柏瑜透露將參選地方議員，同年5月2日代表時代力量參選新北市議員第八選舉區，其後以17,734票落選，為落選頭。2022年11月11日，因遞補議員席次而就任議員，以無黨籍宣誓就職。
2023年5月24日，獲民進黨「民主大聯盟」徵召入黨參選新北市第十一選舉區立法委員，敗給時任中國國民黨籍立委羅明才。

## 選舉紀錄
| 年度 | 選舉屆數             | 選舉區             | 所屬政黨                | 得票數 | 得票率 | 當選標記 | 備註 |
| ---- | -------------------- | ------------------ | ----------------------- | ------ | ------ | -------- | ---- |
| 2016 | 第九屆立法委員選舉   | 新北市第十一選舉區 | 綠社 綠黨社會民主黨聯盟 | 22,487 | 12.21% |          |      |
| 2018 | 第三屆新北市議員選舉 | 新北市第八選舉區   | 時代力量                | 17,734 | 9.76%  |          | 遞補 |
| 2024 | 第十一屆立法委員選舉 | 新北市第十一選舉區 | 民主進步黨              | 76,237 | 36.68% |          |      |

## 著作
依時間序排列：
- 《大溪木藝產業調查成果冊》，桃園大溪鎮愛鎮協會
- 香港「六四」25周年國際研討會〈318佔領行動〉[10]
- 《政治工作在幹嘛？：一群年輕世代的歷險告白》
- 《開放政府觀察報告 2014-2016》

## 外部連結
- 新北市議會-第8選區議員介紹-曾柏瑜 （页面存档备份，存于）
- 曾柏瑜的Facebook專頁
- YouTube上的曾柏瑜頻道
- 在地深蹲協會的Facebook專頁
- 在地深蹲協會官方網站